# Poligny, Jura
Poligny je naselje in občina v vzhodnem francoskem departmaju Jura regije Franche-Comté. Leta 2009 je naselje imelo 4.229 prebivalcev.

## Geografija
Kraj leži v pokrajini Franche-Comté 58 km jugozahodno od Besançona.

## Uprava
Poligny je sedež istoimenskega kantona, v katerega so poleg njegove vključene še občine Abergement-le-Petit, Aumont, Barretaine, Bersaillin, Besain, Biefmorin, Bonnefontaine, Brainans, Buvilly, Chamole, Champrougier, Le Chateley, Chaussenans, Chemenot, Colonne, Fay-en-Montagne, Grozon, Miéry, Molain, Montholier, Neuvilley, Oussières, Picarreau, Plasne, Tourmont, Vaux-sur-Poligny in Villers-les-Bois z 9.442 prebivalci.
Kanton Poligny je sestavni del okrožja Lons-le-Saunier.

## Zgodovina
Prva omemba naselbine Polemniacum sega v leto 870, to je čas ozemeljske delitve dediščine Lotarja II., ko je pripadla Ludviku II. Nemškemu. Od zgodnjega 11. stoletja je bilo ozemlje pod svobodno grofijo Burgundijo grofa Otta Wilhelma in njegovih naslednikov. Z dinastijo Chalon je konec 13. stoletja prvikrat za nekaj časa prešlo pod Francosko kraljestvo, v tem času je Poligny dobil tudi mestne pravice. V zgodnjem 14. stoletju je kraj ponovno pripadel burgundskim grofom. Sledili so vojaški spopadi med Francijo in Franche-Comté, naslednico grofije, v letih 1481, 1637-38. Leta 1643 je bil porušen bližnji grad Grimont, leta 1678 pa je z mirom v Nijmegnu celotno ozemlje grofije s Polignyjem vred dokončno prešlo pod francoske vladarje.

## Zanimivosti
- ohranjen značaj poznega srednjeveškega mesta s starimi hišami, cerkvami in nekdanjimi samostani, vodnjaki
  - jakobinski samostan,
  - uršulinski samostan,
  - romanska notredamska cerkev, Mouthier le Vieillard, iz 9 stoletja,
  - kolegialna cerkev sv. Hipolita,
  - stolp Tour de la Sergenterie, Tour de Grimont,
  - kip generala Travota (1767-1836).

## Promet
- železniška postaja Gare de Poligny na progi Mouchard - Bourg-en-Bresse, Dole-Ville - Poligny;